# Couchers
Couchers ist ein kostenloser, von Freiwilligen betriebener, Open Source, gemeinnütziger Gastgeberdienst der von einer Non-Profit-Organisation betrieben wird. Er ermöglicht Mitglieder gleichgesinnte Reisende zu finden, mit denen sie in Kontakt treten und kurzfristige Gastunterkünfte anbieten und nachfragen können. Bei der Plattform handelt es sich um eine Geschenkökonomie – die Gastgeber stellen ihre Unterkunft freiwillig und ohne finanzielle Verpflichtung zur Verfügung. Die Rechtsform ist eine 501(c) organization vom Typ 501(c)(3) mit Hauptsitz in Fort Myers, Florida, USA. Couchers, Inc. wird von einem Team von Freiwilligen geführt, das letztlich von den Vorstandsmitgliedern der Non-Profit-Organisation geleitet wird, die sich dem Dienst an der Gemeinschaft verschrieben haben und in deren Interesse handeln. Die beiden Gründer: Aapeli Vuorinen und Itsi Weinstock sind auch Vorstandsmitglieder, Aapeli fungiert als Präsident und Vorsitzender der Stiftung.
Um die Kosten für das Hosting der Website, die Entwicklungstools und die Betriebskosten, einschließlich der Überprüfung der Mitglieder, zu decken, finanziert sich das Projekt durch Spenden und erhält aufgrund seines Non-Profit-Status Zuschüsse.

## Geschichte
Couchers wurde von Aapeli Vuorinen und Itsi Weinstock während den SARS-CoV-2-Lockdowns und als Reaktion auf die Einführung der Kostenpflicht bei CouchSurfing gegründet. Couchers, Inc. betreibt den Dienst und das Projekt Couchers.org. Die Plattform wird vollständig von Freiwilligen aufgebaut und gewartet und enthält eine Klausel, die es verbietet, sich jemals in ein gewinnorientiertes Unternehmen zu verwandeln. Die Organisation wurde als Reaktion auf die Bedenken der Nutzer gegenüber CouchSurfing entwickelt und konzentriert sich auf die Verteilung der Gastgeber, die Sicherheit und die technische Funktionalität.

## Wichtige Meilensteine
Seit Gründung hat Couchers mehrere wichtige Meilensteine erreicht, welche die Entwicklung geprägt haben:
- Mai 2020, Start der couchers.org Landingpage, die die Vision für Couchsurfing umreißt.[11][12]
- Juni 2020, Start des Community-Internetforums, um einen zentralen Ort für Feedback zu schaffen.[12]
- August 2020, Start der Alpha-Plattform, die das Anlegen von Benutzerkonten ermöglicht.[12]
- April 2021, Start der Beta-Version, einer benutzbaren Plattform mit einem neuen Frontend.[12]
- Januar 2022, Couchers wird die weltweit erste Couch-Surfing-Plattform, die den 501(c)(3) Non-Profit-Status in den USA erhält.[13]
- April 2024, Wechsel des Gründer-Führungsduos zu einer stabileren Struktur mit mehr Vielfalt in der Führung und einem größeren Vorstand.[14][15]
- April 2025, Couchers erreicht den Meilenstein von 50.000 registrierten Mitgliedern.[2]